# Arcisate
Arcisate é uma comuna italiana da região da Lombardia, província de Varese, com cerca de 9.276 habitantes. Estende-se por uma área de 12 km², tendo uma densidade populacional de 773 hab/km². Faz fronteira com Bisuschio, Cantello, Cuasso al Monte, Induno Olona, Valganna, Varese, Viggiù.

## Demografia
| Variação demográfica do município entre 1861 e 2011                               |
|                                                                                   |
| Fonte: Istituto Nazionale di Statistica (ISTAT) - Elaboração gráfica da Wikipedia |